# Poricella perplexa
Poricella perplexa är en mossdjursart som först beskrevs av Cook 1967.  Poricella perplexa ingår i släktet Poricella och familjen Arachnopusiidae. Inga underarter finns listade i Catalogue of Life.